# Mount Wokomung
Der Mount Wokomung ist ein Sandstein-Tepui im Pacaraima-Gebirge im Süden von Guyana. Er steigt bis auf eine Höhe von 1700 m an. Zusammen mit dem Mount Ayanganna, 37 km weiter nördlich ist Mount Wokomung der östlichste Tepui mit einer Höhe von über 1500 m. Er gehört zum Bergland von Guayana und dem Guayana-Schild.

## Geographie
Der Berg liegt in der Region Potaro-Siparuni im Südwesten Guyanas. Am westlichen Fuß des Berges verläuft die Grenze zu Brasilien. Südlich des Berges liegt die Kopinang Mission. Nach Osten hin fällt das Grundplateau ab bis zur nächsten Schichtstufe und in ca. 35 km Entfernung befindet sich dort der Kaieteur National Park. Der Berg selbst ist fast Hufeisenförmig mit einer Öffnung nach Südwesten, wo tiefe Schluchten in das Massiv eingeschnitten sind.

## Flora und Fauna
Die Hänge des Mount Wokomung sind bedeckt mit mittelhohen Bergwäldern Der Gipfel des Berges bildet eine flache Senke mit schlechter Bewässerung. Dort wachsen nur niedere Büsche und terrestrische Bromeliengewächse.
Auf dem Mount Wokomung finden sich zahlreiche Tierarten, welche nur auf den hohen Tepuis des Guayana-Schilds vorkommen.